# Edward Lawrie Tatum
Edward Lawrie Tatum (14. prosince 1909 – 5. listopadu 1975) byl americký biochemik a genetik, nositel Nobelovy ceny za fyziologii a lékařství za rok 1958. Vedle něho cenu obdrželi George Wells Beadle a Joshua Lederberg. Spolu s Beadlem cenu Tatum získal za objev toho, že geny regulují určité chemické procesy v buňkách. Jejich experimenty vedly k hypotéze o přímém vztahu mezi geny a enzymatickými reakcemi, zvané „jeden gen – jeden enzym“.
Edward Lawrie Tatum působil od roku 1937 na Stanfordově univerzitě, kde začal spolupracovat s Beadlem. Roku 1945 přešel na Yaleovu univerzitu, kde byl jeho žákem Lederberg. Roku 1948 se vrátil do Stanfordu a roku 1957 přešel na Rockefellerův institut.